# 100604 Lundy
100604 Lundy è un asteroide della fascia principale. Scoperto nel 1997, presenta un'orbita caratterizzata da un semiasse maggiore pari a 2,5812489 UA e da un'eccentricità di 0,1168601, inclinata di 4,37650° rispetto all'eclittica.